# The Idea of You
The Idea of You è un film del 2024 diretto da Michael Showalter.
La pellicola è l'adattamento cinematografico dell'omonimo romanzo di Robinne Lee.

## Trama
Solène è una bella quarantenne divorziata che lavora in una galleria d'arte e si dedica completamente alla figlia adolescente Izzy. A causa di un contrattempo all'ultimo minuto dell'ex marito Daniel dovuto al lavoro, Solène deve accompagnare Izzy e i suoi amici al Coachella Music Festival, dove finisce casualmente nella roulotte di Hayes Campbell, affascinante e carismatico cantante ventiquattrenne della boyband August Moon. Hayes resta colpito da Solène, tanto da dedicarle una canzone romantica durante il concerto, con grande stupore della donna. Nei giorni seguenti Hayes si presenta nella galleria dove lavora Solène per acquistare tutte le opere esposte, facendosi poi accompagnare a casa sua dove i due approfondiscono la reciproca conoscenza. Sentendosi attratti l'uno dall'altra, Hayes tenta un approccio sessuale, ma viene respinto dalla donna che accampa la differenza di età. Prima di andarsene, Hayes lascia il suo orologio sul mobiletto del soggiorno, così da avere una scusa per poterla rivedere.
Hayes dà appuntamento a Solène nell'hotel in cui alloggia a New York e, al termine di una nottata appassionata ed intensa, le propone di seguirlo in tour. Considerato che Izzy è in campeggio per tutta l'estate e che la galleria può cavarsela anche senza di lei, Solène accetta e si unisce alla carovana della band, venendo presentata da Hayes come la sua consulente artistica, anche se appare sin da subito evidente quali siano i veri rapporti tra loro. Le cose in tour vanno a gonfie vele, con Hayes e Solène che si divertono e si avvicinano sempre di più rafforzando il loro legame, fino a quando Solène non scopre dagli altri membri della band che Hayes in passato ha avuto altre relazioni con donne più grandi, in particolare una trentenne svedese che sembrava essergli entrata nei cuore - e anche a lei aveva dedicato la stessa canzone romantica sul palco. Una Solène avvilita e presa da un forte senso di vergogna e di confusione su ciò che sta facendo, decide di fare ritorno a casa nonostante le suppliche di Hayes. A scombussolare ancora di più la tranquillità di Solène è l'esatto istante in cui inizia a circolare nel web una foto di lei e del ragazzo che si stavano baciando in un ristorante di Parigi. Hayes non si dà per vinto e torna alla carica con Solène, la quale accetta di continuare la loro relazione soprattutto dopo aver ricevuto l'appoggio e la comprensione di Izzy e in particolare dopo che l'ex marito Daniel l'ha criticata e ha malignato sull'inopportunità e lo scandalo per una donna matura di andare in giro con un ragazzo giovane. Solène ed Hayes sembrano aver trovato un loro equilibrio, nonostante le pressioni dei social network e dei paparazzi, ma Izzy comincia a essere presa pesantemente in giro a scuola per la relazione di sua madre con un cantante popolare e oggetto del desiderio delle fan adolescenti. Solène, vedendo il malessere della figlia, si vede costretta a comunicare ad Hayes che deve mettere Izzy al primo posto, anche se ciò purtroppo significa porre fine a un amore che è tornata a farla sentire viva. I due dopo un ultimo incontro si separano con un saluto molto sentito e doloroso. Hayes le confida che da tempo sta progettando di lasciare gli August Moon per intraprendere la carriera da solista e le propone di rivedersi tra cinque anni, quando Izzy avrà finito la scuola e potranno vivere più liberamente il loro amore. Entrambi si impegnano, nel frattempo, a cogliere le eventuali opportunità che le rispettive vite riserveranno loro.
Cinque anni dopo, Solène è tornata alla solita routine, recuperando il rapporto di complicità con Izzy, che adesso è felicemente al college. Una sera vede Hayes esibirsi al The Graham Norton Show, dove annuncia che sta per prendersi una pausa e andrà a Los Angeles a rivedere una vecchia amica. Alla fine Hayes si presenta alla galleria di Solène e, ambedue commossi nel rivedersi dopo anni, sono pronti a riprendere dove si erano interrotti.

## Produzione
Nel dicembre 2018 è stato annunciato che Welle Entertainment aveva comprato i diritti cinematografici del romanzo di Robinne Lee e nel 2021 è stata confermata la presenza nel cast di Anne Hathaway. Nel 2022 Michael Showalter si  è unito al progetto in qualità di regista e Nicholas Galitzine si è unito al cast nel ruolo del co-protagonista, un cantante ispirato ad Harry Styles.
Le riprese principali sono iniziate nell'ottobre 2022 e si sono svolte in Georgia, tra Atlanta e Savannah.

## Promozione
Il primo trailer del film è stato diffuso il 6 marzo 2024.

## Distribuzione
Il film è stato presentato in anteprima mondiale al South by Southwest il 16 marzo 2024, prima di essere distribuito su Prime Video il 2 maggio successivo.